# Mutenská obora
Mutenská obora je přírodní rezervace v katastrálním území Mutná u Cizkrajova v okrese Jindřichův Hradec. Oblast spravuje Agentura ochrany přírody a krajiny ČR. Důvodem ochrany je zachování a postupně zapojení a obnova zbytků přirozených a přírodě blízkých smíšených a listnatých porostů charakteru lipových doubrav s bohatou květenou na mezní západní hranici jejich výskytu směrem od Podyjí do Českomoravské vrchoviny. Celý komplex porostů má nezastupitelný význam pro zachování dalších skupin organismů vázaných na tyto porosty (ptáci, hmyz, houby, aj.).